# Marsdenia praestans
Marsdenia praestans är en oleanderväxtart som beskrevs av Rudolf Schlechter. Marsdenia praestans ingår i släktet Marsdenia och familjen oleanderväxter. Inga underarter finns listade i Catalogue of Life.